# Anastassija Wjatscheslawowna Gurjewa
Anastassija Wjatscheslawowna Gurjewa (russisch Анастасия Вячеславовна Гурьева; englische Schreibweise Anastasiia Gureva; * 24. März 2005) ist eine russische Tennisspielerin.

## Karriere
Gurjewa bevorzugt Hartplätze und spielt bislang vor allem bei Turnieren der ITF Women’s World Tennis Tour, wo sie bisher fünf Titel im Einzel und elf im Doppel gewinnen konnte.
2021 trat sie bei den French Open an, verlor aber sowohl im Juniorinneneinzel, als auch im Juniorinnendoppel zusammen mit Partnerin Lola Radivojević bereits in der ersten Runde.
2022 spielte sie zu Beginn des Jahres bei den Australian Open. Im Juniorinneneinzel verlor sie bereits in der ersten Runde mit 3:6 und 4:6 gegen Kayla Cross, konnte eber im Juniorinnendoppel zusammen mit Partnerin Jelena Pridankina das Viertelfinale erreichen. Im Juni und Juli konnte sie ihre ersten drei ITF-Titel im Doppel gewinnen. Im September trat sie bei den US Open an, wo sie sowohl im Juniorinneneinzel als auch mit Partnerin Hayu Kinoshita im Juniorinnendoppel das Achtelfinale erreichte. Ende Oktober konnte sie dann in Scharm asch-Schaich ihren ersten ITF-Einzeltitel und zwei weitere Doppeltitel gewinnen.
2023 erreichte sie bei den French Open im Juniorinneneinzel das Halbfinale und gewann zusammen mit Mara Gae den Titel im Juniorinnendoppel bei den US Open. Ende August gewann sie einen weiteren ITF-Einzeltitel in Monastir. Anfang Oktober erreichte sie bei den Shenzhen Guangming Open das Achtelfinale im Einzel und Viertelfinale im Doppel. Ende Oktober und Anfang Dezember konnte sie drei weitere ITF-Titel gewinnen.
Im Januar 2024 konnte Gurjewa ihren ersten Titel bei einem W50 im Doppel und im März im Einzel gewinnen.

## Turniersiege

### Einzel
| Nr. | Datum            | Turnier             | Kategorie | Belag     | Finalgegnerin     | Ergebnis         |
| --- | ---------------- | ------------------- | --------- | --------- | ----------------- | ---------------- |
| 1.  | 23. Oktober 2022 | Scharm asch-Schaich | ITF W15   | Hartplatz | Andrė Lukošiūtė   | 6:3, 6:1         |
| 2.  | 20. August 2023  | Monastir            | ITF W15   | Hartplatz | Victoria Flores   | 6:2, 3:6, 6:1    |
| 3.  | 29. Oktober 2023 | Qiandaohu           | ITF W25   | Hartplatz | Wei Sijia         | 2:6, 7:66, 6:3   |
| 4.  | 3. März 2024     | Trnava              | ITF W50   | Hartplatz | Jelena Pridankina | 3:6, 6:3, 6:4    |
| 5.  | 27. April 2025   | Monastir            | ITF W15   | Hartplatz | Zeel Desai        | 6:0, 2:0 Aufgabe |

### Doppel
| Nr. | Datum              | Turnier             | Kategorie | Belag     | Partnerin                | Finalgegnerinnen                   | Ergebnis          |
| --- | ------------------ | ------------------- | --------- | --------- | ------------------------ | ---------------------------------- | ----------------- |
| 1.  | 11. Juni 2022      | Norges-la-Ville     | ITF W15   | Hartplatz | Luciana Moyano           | Natalia Orlova Lucie Wargnier      | 6:0, 6:0          |
| 2.  | 9. Juli 2022       | Casablanca          | ITF W15   | Sand      | Laïa Petretic            | Paula Arias Manjón Marie Mettraux  | 6:1, 6:2          |
| 3.  | 16. Juli 2022      | Casablanca          | ITF W15   | Sand      | Laura Hietaranta         | Marie Mettraux Federica Prati      | 6:2, 6:2          |
| 4.  | 22. Oktober 2022   | Scharm asch-Schaich | ITF W15   | Hartplatz | Tilwith Di Girolami      | Cho I-hsuan Cho Yi-tsen            | 6:2, 4:6, [10:7]  |
| 5.  | 29. Oktober 2022   | Scharm asch-Schaich | ITF W15   | Hartplatz | Jelena Pridankina        | Cho I-hsuan Cho Yi-tsen            | 6:73, 6:1, [10:6] |
| 6.  | 26. August 2023    | Monastir            | ITF W15   | Hartplatz | Radka Zelníčková         | Kristina Milenkovic Sandra Samir   | 6:3, 5:7, [11:9]  |
| 7.  | 28. Oktober 2023   | Qiandaohu           | ITF W25   | Hartplatz | Sopia Schapatawa         | Feng Shuo Zheng Wushuang           | 6:2, 4:6, [10:4]  |
| 8.  | 2. Dezember 2023   | Limassol            | ITF W25   | Hartplatz | Polina Jazenko           | Katy Dunne Leonie Küng             | kampflos          |
| 9.  | 20. Januar 2024    | Antalya             | ITF W50   | Sand      | Alexandra Schubladse     | Ángela Fita Boluda Daniela Vismane | 6:3, 6:2          |
| 10. | 14. September 2024 | Santarém            | ITF W35   | Hartplatz | Radka Zelníčková         | Sarah Beth Grey Katarína Kužmová   | 7:5, 6:1          |
| 11. | 24. Mai 2025       | Monastir            | ITF W15   | Hartplatz | Jekaterina Chairutdinowa | Valeria Bhunu Lina Soussi          | 6:1, 6:1          |

## Abschneiden bei Grand-Slam-Turnieren

### Juniorinneneinzel
| Turnier         | 2021 | 2022 | 2023 | Karriere |
| --------------- | ---- | ---- | ---- | -------- |
| Australian Open |      | 1    | —    | 1        |
| French Open     | 1    | —    | HF   | HF       |
| Wimbledon       | —    | —    | —    | —        |
| US Open         | —    | AF   | VF   | VF       |

Zeichenerklärung: S = Turniersieg; F, HF, VF, AF = Einzug ins Finale / Halbfinale / Viertelfinale / Achtelfinale; 1, 2, 3 = Ausscheiden in der 1. / 2. / 3. Hauptrunde; nicht ausgetragen

### Juniorinnendoppel
| Turnier         | 2021 | 2022 | 2023 | Karriere |
| --------------- | ---- | ---- | ---- | -------- |
| Australian Open |      | VF   | —    | VF       |
| French Open     | 1    | 1    | VF   | VF       |
| Wimbledon       | —    | —    | —    | —        |
| US Open         | —    | AF   | S    | S        |